# Ihnatko Hołyj
Ihnatko Hołyj ((ukr.) Голий Гнат), kozak, watażka hajdamaków, działający w rejonie Tulczyna, Niemirowa i Zwinogródki. Morderca Sawy Czałego.